# Never Mind the Ballots
Never Mind The Ballots est le deuxième album studio du groupe britannique Chumbawamba, sorti en 1987.

## Pistes
1. Always Tell the Voter What the Voter Wants to Hear - 2:51
2. Come on Baby (Let's Do the Revolution) - 1:39
3. The Wasteland - 4:23
4. Today's Sermon - 2:28
5. Ah-Men - 2:29
6. Mr. Heseltine Meets His Public - 3:51
7. The Candidates Find Common Ground - 4:29
8. Here's the Rest of Your Life - 13:22